# Luré
Luré és un municipi francès situat al departament del Loira i a la regió d'Alvèrnia-Roine-Alps. L'any 2007 tenia 144 habitants.

## Demografia

### Població
El 2007 la població de fet de Luré era de 144 persones. Hi havia 60 famílies de les quals 20 eren unipersonals (12 homes vivint sols i 8 dones vivint soles), 20 parelles sense fills i 20 parelles amb fills.
La població ha evolucionat segons el següent gràfic:
Habitants censats

### Habitatges
El 2007 hi havia 84 habitatges, 66 eren l'habitatge principal de la família, 10 eren segones residències i 8 estaven desocupats. 82 eren cases i 2 eren apartaments. Dels 66 habitatges principals, 56 estaven ocupats pels seus propietaris, 8 estaven llogats i ocupats pels llogaters i 2 estaven cedits a títol gratuït; 4 tenien dues cambres, 8 en tenien tres, 15 en tenien quatre i 39 en tenien cinc o més. 45 habitatges disposaven pel capbaix d'una plaça de pàrquing. A 31 habitatges hi havia un automòbil i a 28 n'hi havia dos o més.

### Piràmide de població
La piràmide de població per edats i sexe el 2009 era:
| Homes | Edats   | Dones |
| ----- | ------- | ----- |
| 0     | 95 o +  | 0     |
| 0     | 90 a 94 | 4     |
| 0     | 85 a 89 | 4     |
| 0     | 80 a 84 | 0     |
| 0     | 75 a 79 | 0     |
| 8     | 70 a 74 | 4     |
| 8     | 65 a 69 | 16    |
| 12    | 60 a 64 | 20    |
| 4     | 55 a 59 | 4     |
| 0     | 50 a 54 | 4     |
| 0     | 45 a 49 | 4     |
| 4     | 40 a 44 | 0     |
| 12    | 35 a 39 | 4     |
| 4     | 30 a 34 | 8     |
| 4     | 25 a 29 | 4     |
| 4     | 20 a 24 | 4     |
| 0     | 15 a 19 | 4     |
| 4     | 10 a 14 | 0     |
| 0     | 5 a 9   | 4     |
| 0     | 0 a 4   | 4     |

## Economia
El 2007 la població en edat de treballar era de 80 persones, 62 eren actives i 18 eren inactives. De les 62 persones actives 58 estaven ocupades (36 homes i 22 dones) i 4 estaven aturades (1 home i 3 dones). De les 18 persones inactives 12 estaven jubilades, 1 estava estudiant i 5 estaven classificades com a «altres inactius».

### Ingressos
El 2009 a Luré hi havia 63 unitats fiscals que integraven 147 persones, la mediana anual d'ingressos fiscals per persona era de 14.061 €.

### Activitats econòmiques
Dels 5 establiments que hi havia el 2007, 2 eren d'empreses de construcció, 1 d'una empresa de comerç i reparació d'automòbils i 2 d'empreses de serveis.
Dels 2 establiments de servei als particulars que hi havia el 2009, 1 era una fusteria i 1 lampisteria.
L'any 2000 a Luré hi havia 22 explotacions agrícoles que ocupaven un total de 432 hectàrees.

## Poblacions més properes
El següent diagrama mostra les poblacions més properes.